# Da helfen keine Pillen
Da helfen keine Pillen ist ein  Silhouettenfilm des DEFA-Studios für Trickfilme von Bruno J. Böttge aus dem Jahr 1961.

## Handlung
Ein Pascha sitzt in seinem Büro und arbeitet ohne Unterlass. Bei Schwächeperioden hilft er sich mit Kaffee, Schnaps, Pillen sowie Rauchen, doch die angebotene sportliche Betätigung lehnt er ab, da sie nur Zeitverlust bedeutet. Das geht so lange, bis er gesundheitlich zusammenbricht. Der herbeigeeilte Doktor entfernt sofort alle Genussmittel aus dem Palast und verschreibt dem Pascha, auch wegen seines Übergewichts, ein Rezept für Bewegung auf dem Land. Der Doktor liefert den Pascha bei einem Bauern ab, doch will der Pascha sofort wieder zurück in seinen Palast gebracht werden. Durch seine Körperfülle bewegt er sich aber sehr ungeschickt, so dass es dadurch einem Ziegenbock gelingt, sich den Weg in die Freiheit zu bahnen. Darüber ist der Bauer sehr wütend und verlangt, dass ihm das Tier wieder zurückgebracht wird und behält bis dahin den Turban als Pfand.
Mit viel Gestöhn und Geschnauf beginnt der Pascha den Verfolgungslauf. Der Ziegenbock ist flink und wendig und um an ihm dran zu bleiben, muss sich der Pascha fast aller Sportarten bedienen, die es gibt. Das führt dazu, dass er immer weniger wiegt, somit schneller wird und den Bock auch wirklich eines Tages fangen kann, um ihn dem Bauern zurückzubringen. Nun geht er wieder in seinen Palast, wo er sich beim Arzt bedankt, da er sich nun ohne Bauch viel wohler fühlt und weshalb er auch in Zukunft viel Sport betreiben will.

## Produktion
Da helfen keine Pillen wurde als Schwarzweißfilm gedreht und hatte am 6. Oktober 1961 seine Kinopremiere.
Die Puppenführung gestaltete Manfred Henke, die Scherenschnitte stammen von Inge Tapp und Rosi Tischer.  Das Szenarium schrieb Peter Dittrich, während die Dramaturgie in den Händen von Erhard Mai lag. 

## Auszeichnungen
- 1962: V. Internationales Dokumentar- und Experimentalfilmfestival Montevideo: Diplom